# Gladys Aylward

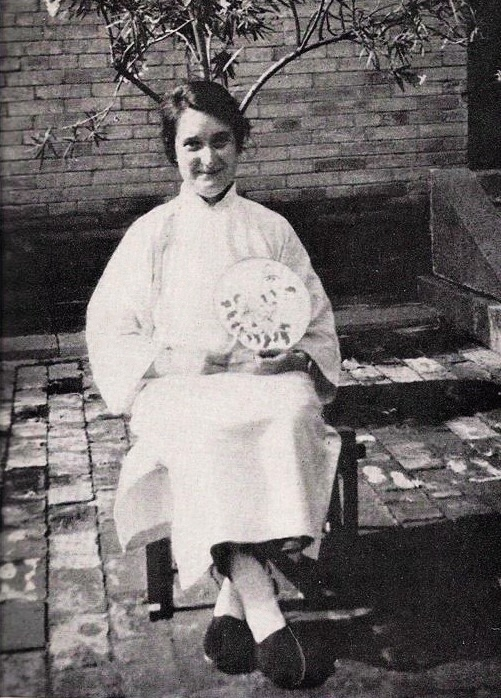
Gladys Aylward

Gladys May Aylward (* 24. Februar 1902 in London, Großbritannien; † 3. Januar 1970 in Taiwan, Name auf chinesisch 艾偉德 / 艾伟德, Pinyin Ài Wěi Dé) war eine britische Missionarin.

## Leben
Als Tochter eines Postboten geboren, arbeitete Gladys Aylward von ihrem 14. Lebensjahr an als Hausmädchen, bis sie 1920 durch eine Predigt davon überzeugt wurde, ihr Leben der Verbreitung der christlichen Lehre zu widmen. Aylward bewarb sich als Missionarin bei der China-Inland-Mission, wurde dort aber vorerst zurückgewiesen. Nach zwei Jahren hatte sie genug Geld gespart, um sich die Reise selbst zu finanzieren, und brach zu ihrer Reise nach Yangcheng in China auf. Der damalige Krieg in der Mandschurei erschwerte die Reise.
Sie fand Aufnahme bei einer der wenigen Missionarinnen in Nordchina, der bereits 74-jährigen Jeannie Lawson. Beide betrieben die Herberge Zu den acht Glückseligkeiten für Durchreisende, denen sie abends die Botschaft der Bibel nahebrachten. Nach dem Tod von Lawson wurde Aylward vom Mandarin von Yangcheng die Stelle einer „Fußinspektorin“ angeboten. Ihre Aufgabe war es, das Verbot des traditionellen Füßebindens zu kontrollieren. Diese Stelle ermöglichte es ihr, im ganzen Land herumzureisen und die christliche Lehre in den Dörfern Chinas zu verbreiten. Während des chinesisch-japanischen Krieges nahm Aylward 1937 Waisenkinder bei sich auf. 1940 floh sie mit über hundert Kindern zu Fuß über die Berge nach Xi’an und brachte sie in einem Lager Madame Chiang Kai-sheks unter.
Dann zog sie an die tibetische Grenze und arbeitete in einer Siedlung für Leprakranke. Infolge der Reise und der damit verbundenen Strapazen erkrankte sie an Typhus. 1947 musste sie aus gesundheitlichen Gründen nach Großbritannien zurückkehren. Dort und in den USA hielt sie in den Folgejahren Vorträge über ihre Erlebnisse. 1957 reiste sie erneut nach China (Taiwan), gründete ein Waisenhaus und wirkte dort als Missionarin bis zu ihrem Tod am 3. Januar 1970.

## Nachleben
Gladys Aylwards Leben war die Grundlage für den Film Die Herberge zur sechsten Glückseligkeit (The Inn of the Sixth Happiness) (1958) mit Ingrid Bergman und Curd Jürgens in den Hauptrollen sowie für das Musical Jinai (2008) von Marco Chimienti.

## Schriften
- Eine von den Unbezwungenen. Weg und Kampf der Gladys Aylward, Brockhaus 1951 (Gladys Aylward, one of the undefeated. The story of Gladys Aylward as told by her to R. O. Latham)